# Dark Shadows
Dark Shadows er en gyser-komedie fra 2012. Den er instrueret af Tim Burton og har Johnny Depp i hovedrollen som den familiebesatte vampyr fra 1700-tallet. Eva Green, Michelle Pfeiffer og Helena Bonham Carter spiller også med i birollerne.

## Handling
Efter at have været begravet levende i 200 år, vender vampyren Barnabas Collins (Johnny Depp) tilbage til sit elskede hjem, Collinwood, som desværre ikke har været i stand i mange, mange år. Selve famillien er en sørgelig samling. Han indgår en aftale med familiens overhoved Elizabeth Collins (Michelle Pfeiffer) om at han skulle bringe forretningen tilbage for familien. Men en gammel elskerinde ved navn Angelique Bouchard (Eva Green), som i sin tid forvandlede Barnabas til vampyr, vender tilbage som konkurrent og vil gøre alt for at udslette familien Collins.

## Medvirkende
- Johnny Depp som Barnabas Collins
- Michelle Pfeiffer som Elizabeth Collins Stoddard
- Helena Bonham Carter som Dr. Julia Hoffman
- Eva Green som Angelique Bouchard
- Jackie Earle Haley som Willie Loomis
- Jonny Lee Miller som Roger Collins
- Bella Heathcote som Victoria Winters
- Chloë Grace Moretz som Carolyn Stoddard

 Dette afsnit eller denne liste er kun påbegyndt. Hvis du ved mere om emnet, kan du hjælpe Wikipedia ved at tilføje mere.